# Де Дзан, Итало
Итало Де Дзан (итал. Italo De Zan, 1 июля 1925, Сан-Фьор, Венеция — 9 марта 2020, Тревизо, Венеция) — итальянский велогонщик, победитель велогонки Милан — Турин 1947 года.

## Биография
Профессиональную карьеру начал в 1946 году. Защищал цвета итальянских велокоманд Olmo, Lygie-Pirelli, Atala-Pirelli, Stucchi та Vicini. Среди крупнейших достижений следует отметить победу на велогонке Милан — Турин (1947), победу на 10-м этапе гонок Джиро д’Италия (1948), «бронзу» в гонке Джиро ди Ломбардия (1948) и многочисленные победы в гонках классом пониже. Завершил карьеру в 1952 году.
Умер 9 марта 2020 года из-за осложнений, вызванных коронавирусом Covid-19.
Старший брат Итало Де Дзана — Доменико — также был велогонщиком, однако его результаты значительно скромнее успехов младшего брата.